# Condado de Orange (Califórnia)
O condado de Orange (em inglês:  Orange County) é um dos 58 condados do estado americano da Califórnia. Foi incorporado em 1889. A sede do condado é Santa Ana e a cidade mais populosa é Anaheim.
O condado foi criado em 1899, ao se separar do vizinho Condado de Los Angeles e recebeu seu nome do cultivo da laranja e outros frutos cítricos que eram cultivados na região. Porém trinta anos antes da separação já existia na região a cidade de Orange, batizada em homenagem ao condado homônimo na Virgínia.
Com quase 3,2 milhões de habitantes, de acordo com o censo nacional de 2020, é o terceiro condado mais populoso do estado e o sexto mais populoso do país. É também o segundo mais densamente povoado do estado. Pouco mais de 8% da população da Califórnia vive no Condado de Orange.

## Geografia
De acordo com o Departamento do Censo dos Estados Unidos, o condado possui uma área de 2 459,7 km², dos quais 2 053,4 km² estão cobertos por terra e 406,3 km² (16,5%) por água.

## Demografia
Desde 1900, o crescimento populacional médio do condado, a cada dez anos, é de 61,7%.

### Censo 2020
De acordo com o censo nacional de 2020, o condado possui uma população de 3 186 989 habitantes e uma densidade populacional de 1 552,0 hab/km². Seu crescimento populacional na última década foi de 5,9%, , próximo da média estadual de 6,1%. É o terceiro condado mais populoso da Califórnia e o sexto mais populoso dos Estados Unidos. É o segundo condado mais densamente povoado do estado, atrás apenas de São Francisco.
Possui 1 129 785 residências que resulta em uma densidade de 550,2 residências/km² e um aumento de 7,7% em relação ao censo anterior. Deste total, 4,9% das unidades habitacionais estão desocupadas. A média de ocupação é de 2,8 pessoas por residência.

### Censo 2010
Segundo o censo nacional de 2010, o condado possui uma população de 3 010 232 habitantes e uma densidade demográfica de 1 470 hab/km². Possui 1 048 907 residências que resulta em uma densidade de 510,8 residências/km².
Das 34 localidades incorporadas no condado, Anaheim é a mais populosa, com 336 265  habitantes, o que representa 11% da população total, enquanto que Stanton é a mais densamente povoada, com 4 680 hab/km². Villa Park é a menos populosa, com 5 812 habitantes. De 2000 para 2010, a população de Irvine cresceu 48% e a de Dana Point reduziu em 5%. Apenas 8 cidades possuem população superior a 100 mil habitantes.

### Censo 2000
Segundo o censo nacional de 2000, o condado de Orange possui 2 846 289 habitantes, 935 287 residências ocupadas e 667 794 famílias. A densidade populacional do condado é de 1 392 hab/km². O condado possui no total 969 484 residências que resultam em uma densidade de 474 residências/km². 64,81% da população do condado são brancos (dos quais 66,22% não são hispânicos), 13,59% são asiáticos, 1,67% são afro-americanos, 0,70% são nativos americanos, 0,31% são nativos polinésios, 14,8% são de outras raças e 4,12% são descendentes de duas ou mais raças. 30,76% da população do condado são hispânicos de qualquer raça.
Existem no condado 935 287 residências ocupadas, dos quais 37% abrigam pessoas com menos de 18 anos de idade, 55,9% abrigam um casal, 10,7% são famílias com uma mulher sem marido presente como chefe de família, e 28,6% não são famílias. 21,1% de todas as residências ocupadas são habitadas por apenas uma pessoa, e 7,2% das residências ocupadas no condado são habitadas por uma única pessoa com 65 anos ou mais de idade. Em média, cada residência ocupada possui 3 pessoas e cada família é composta por 3,48 membros.
27% da população do condado possui menos de 18 anos de idade, 9,4% possuem entre 18 e 24 anos de idade, 33,2% possuem entre 25 e 44 anos de idade, 20,6% possuem entre 45 e 64 anos de idade, e 9,9% possuem 65 anos de idade ou mais. A idade média da população do condado é de 33 anos. Para cada 100 pessoas do sexo feminino existem 99 pessoas do sexo masculino. Para cada 100 pessoas do sexo feminino com 18 anos ou mais de idade existem 96,7 pessoas do sexo masculino.
A renda média anual de uma residência ocupada é de 58 820 dólares, e a renda média anual de uma família é de 64 611 dólares. Pessoas do sexo masculino possuem uma renda média anual de 45 059 dólares, e pessoas do sexo feminino, 34 026 dólares. A renda per capita do condado é de 25 826 dólares. 7% da população do condado e 10,3% das famílias do condado vivem abaixo da linha de pobreza. 13,2% das pessoas com 17 anos ou menos de idade e 6,2% das pessoas com 65 anos ou mais de idade estão vivendo abaixo da linha de pobreza.

## Cultura
- O Condado de Orange foi o cenário de várias séries de televisão americana, entre elas, The O.C..
- Diversas bandas se originam do condado, em especial grupos de ska como Sublime, No Doubt, Reel Big Fish e The Aquabats e Emblem3. Outros grupos de destaque são as bandas de punk rock The Offspring, Social Distortion, Zebrahead e o conjunto de heavy metal Avenged Sevenfold. O condado também é considerado por muitos o "berço" do gênero hardcore punk, com as bandas seminais Black Flag e Germs surgindo nesta região.
- A primeira encarnação da Fender Musical Instruments Corporation, notada fabricante de instrumentos musicais, era sediada em Fullerton, vizinha da cidade natal do fundador Leo Fender, Anaheim.
- É o cenário de Os Imortais (série de livros), da autora Alyson Noël, best-seller do New York Times.